# Filippinerna i olympiska sommarspelen 2012
Filippinerna deltog i olympiska sommarspelen 2012 som ägde rum i London i Storbritannien mellan den 27 juli och den 12 augusti 2012.

## Boxning
- Huvudartikel: Boxning vid olympiska sommarspelen 2012

Herrar
| Boxare               | Gren          | Sextondelsfinal      | Åttondelsfinal         | Kvartsfinal          | Semifinal            | Final                | Final            |
| Boxare               | Gren          | Motståndare Resultat | Motståndare Resultat   | Motståndare Resultat | Motståndare Resultat | Motståndare Resultat | Placering        |
| -------------------- | ------------- | -------------------- | ---------------------- | -------------------- | -------------------- | -------------------- | ---------------- |
| Mark Anthony Barriga | Lätt flugvikt | Cappai (ITA) W 17–7  | Zjakjpov (KAZ) L 16–17 | Gick inte vidare     | Gick inte vidare     | Gick inte vidare     | Gick inte vidare |

## Bågskytte
- Huvudartikel: Bågskytte vid olympiska sommarspelen 2012

Damer
| Bågskytt             | Gren                   | Ranking-runda | Ranking-runda | 32-delsfinal               | Sextondelsfinal   | Åttondelsfinal    | Kvartsfinal       | Semifinal         | Final             | Final            |
| Bågskytt             | Gren                   | Poäng         | Seedning      | Motståndare Poäng          | Motståndare Poäng | Motståndare Poäng | Motståndare Poäng | Motståndare Poäng | Motståndare Poäng | Placering        |
| -------------------- | ---------------------- | ------------- | ------------- | -------------------------- | ----------------- | ----------------- | ----------------- | ----------------- | ----------------- | ---------------- |
| Mark Javier          | Herrarnas individuella | 649           | 55            | Ellison (USA) (10) L 1–7   | Gick inte vidare  | Gick inte vidare  | Gick inte vidare  | Gick inte vidare  | Gick inte vidare  | Gick inte vidare |
| Rachelle Anne Cabral | Damernas individuella  | 627           | 48            | Stepanova (RUS) (17) L 1–7 | Gick inte vidare  | Gick inte vidare  | Gick inte vidare  | Gick inte vidare  | Gick inte vidare  | Gick inte vidare |

## Cykling
- Huvudartikel: Cykling vid olympiska sommarspelen 2012

| Cyklist       | Gren          | Seedning | Seedning  | Kvartsfinal | Kvartsfinal | Semifinal        | Semifinal        | Final            | Final            |
| Cyklist       | Gren          | Resultat | Placering | Poäng       | Placering   | Poäng            | Placering        | Resultat         | Placering        |
| ------------- | ------------- | -------- | --------- | ----------- | ----------- | ---------------- | ---------------- | ---------------- | ---------------- |
| Daniel Caluag | Herrarnas BMX | 40.900   | 31        | 29          | 8           | Gick inte vidare | Gick inte vidare | Gick inte vidare | Gick inte vidare |

## Friidrott
- Huvudartikel: Friidrott vid olympiska sommarspelen 2012

Förkortningar
- Notera – Placeringar gäller endast den tävlandes eget heat
- Q = Kvalificerade sig till nästa omgång via placering
- q = Kvalificerade sig på tid eller, i fältgrenarna, på placering utan att ha nått kvalgränsen
- NR = Nationellt rekord
- N/A = Omgången inte möjlig i grenen
- Bye = Idrottaren behövde inte delta i omgången

Herrar
Bana och väg
| Idrottare    | Gren    | Heat     | Heat      | Final            | Final            |
| Idrottare    | Gren    | Resultat | Placering | Resultat         | Placering        |
| ------------ | ------- | -------- | --------- | ---------------- | ---------------- |
| Rene Herrera | 5 000 m | 14:44.11 | 21        | Gick inte vidare | Gick inte vidare |

Damer
Fältgrenar
| Idrottare         | Gren      | Kval  | Kval      | Final            | Final            |
| Idrottare         | Gren      | Längd | Placering | Längd            | Placering        |
| ----------------- | --------- | ----- | --------- | ---------------- | ---------------- |
| Marestella Torres | Längdhopp | 6.22  | 22        | Gick inte vidare | Gick inte vidare |

## Judo
Herrar
| Idrottare        | Gren               | 32-delsfinal              | Sextondelsfinal      | Åttondelsfinal       | Kvartsfinal          | Semifinal            | Återkval             | Bronsmatch           | Final                | Final     |
| Idrottare        | Gren               | Motståndare Resultat      | Motståndare Resultat | Motståndare Resultat | Motståndare Resultat | Motståndare Resultat | Motståndare Resultat | Motståndare Resultat | Motståndare Resultat | Placering |
| ---------------- | ------------------ | ------------------------- | -------------------- | -------------------- | -------------------- | -------------------- | -------------------- | -------------------- | -------------------- | --------- |
| Tomohiko Hoshina | Tungvikt (+100 kg) | Kim S-m (KOR) L 0000–0100 | Gick inte vidare     | Gick inte vidare     | Gick inte vidare     | Gick inte vidare     | Gick inte vidare     | Gick inte vidare     | Gick inte vidare     |           |